# Plesiopelma longisternale
Plesiopelma longisternale là một loài nhện trong họ Theraphosidae.
Loài này thuộc chi Plesiopelma. Plesiopelma longisternale được miêu tả năm 1942 bởi Schiapelli & Gerschman.